# Parlamentswahl in Indien 1962
Die Parlamentswahl in Indien 1962 fand in der Woche vom 19. bis 25. Februar 1962 statt. Gewählt wurde die Lok Sabha, die zweite Kammer des indischen Parlaments. Parallel dazu wurden Wahlen zu fast allen Parlamenten der indischen Bundesstaaten abgehalten. Die Wahlen wurden von der regierenden Kongresspartei unter Führung von Premierminister Jawaharlal Nehru auf breiter Front gewonnen. Die Wahlbeteiligung lag mit 55,4 % deutlich höher als bei der vorangegangenen Wahl 1957.

## Vorgeschichte

### Entwicklungen seit der letzten Wahl

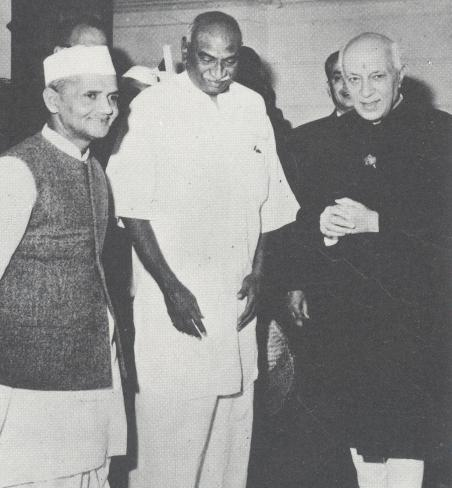
Jawaharlal Nehru (rechts) mit Lal Bahadur Shastri (links) und K. Kamaraj (Mitte), ca. 1960

Seit der letzten Wahl war die Innenpolitik Indiens in vergleichsweise ruhigen Bahnen verlaufen. Die Reorganisation der Grenzen der Bundesstaaten im States Reorganisation Act 1956 hatte bemerkenswerterweise zu keinen größeren Spannungen und Streitigkeiten um die neuen Grenzen geführt und die neuen Bundesstaaten erwiesen sich im Wesentlichen als stabil. Zwischen Andhra Pradesh und Madras wurde 1959 mit dem Andhra Pradesh and Madras (Alteration of Boundaries) Act, 1959 eine Grenzkorrektur mit Gebietsaustausch vorgenommen. 1960 wurde der verbliebene bilinguale Staat Bombay mit dem Bombay State Reorganisation Act in die beiden Staaten Gujarat und Maharashtra aufgespalten, nachdem es eine längere Agitation für die Schaffung Gujarati- bzw. Marathi-sprachiger Staaten gegeben hatte. Im indischen Nordosten wurden 1957 nach jahrelangen Unruhen die Naga-Siedlungsgebiete zu einer einheitlichen administrativen Einheit, der teilautonomen Tuensang and Naga Hills Area zusammengefasst.
Gestützt auf die breiten Parlamentsmehrheiten hatte Premierminister Jawaharlal Nehru seine Vorstellungen von einer planwirtschaftlich gelenkten wirtschaftlichen Entwicklung Indiens weiter umsetzen können. Der staatliche Dirigismus und Nehrus außenpolitische Anlehnung an die Sowjetunion und die Ostblockstaaten stieß jedoch auch innerhalb der Kongresspartei auf zunehmende Kritik. Die Mängel der Planwirtschaft wurden an verschiedenen Stellen offenbar. 1959 gründeten ehemalige Kongresspolitiker die Swatantra-Partei, die eine mehr marktwirtschaftliche Politik und eine engere Beziehungen zum Westen, insbesondere zu den Vereinigten Staaten forderte.
Außerdem kam es zu zunehmenden Spannungen mit der Volksrepublik China, vor allem nachdem Nehru dem Dalai Lama im Jahr 1959 nach dem Tibetaufstand Asyl gewährt hatte. Das Schicksal Tibets und die chinesische kommunistische Repression wurden in Indien mit erheblicher Anteilnahme verfolgt. Im indischen Nordosten erhob China Anspruch auf Territorium, das sich unter indischer Kontrolle befand und im Bereich von Jammu und Kashmir war der Grenze ebenfalls umstritten.
Im Dezember 1961, nur 2 Monate vor der jetzigen Wahl, ließ Nehru, nachdem Portugal sich beharrlich weigerte, den indischen Forderungen nach Rückgabe seiner Kolonien auf indischem Boden Folge zu leisten, Goa und Daman und Diu von indischen Armeeeinheiten besetzen. Die Aktion verlief kurz und erfolgreich und stieß in der indischen Öffentlichkeit auf allseitige Zustimmung.

### Wahlkampf

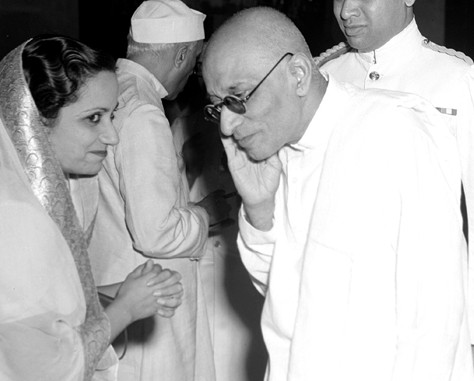
C. Rajagopalachari, führender Politiker der Swatantra-Partei

Im Wahlkampf konnte sich die Kongresspartei wie bisher auf ihre Reputation als Vorkämpferin in der indischen Befreiungsbewegung stützen. In ihrem Wahlmanifest sprach sich die Partei für eine „progressive, sozialisierte Wirtschaft, an der alle Anteil haben können“ aus. Das Manifest führte die vermeintlichen Erfolge des dritten Fünfjahresplans aus, und die Tatsache, dass die mittlere Lebenserwartung von durchschnittlich 32 Jahren in den 1940ern auf mittlerweile 47,5 Jahre gestiegen sei, zeige die erreichte Verbesserung der Lebensverhältnisse. Der Kongress sprach sich für eine ausgeglichene Förderung von Landwirtschaft und Industrie aus. Die großen und Schlüsselindustrien sollten unter staatlicher Regie stehen. In Bezug auf die internationale Politik bekräftigte die Partei ihre antikolonialistische Haltung und forderte Pakistan und China auf, die „illegale Besetzung indischen Territoriums“ zu beenden.

Die Wahlkampfagitation der Kommunistischen Partei (CPI) richtete sich gegen drei Hauptgegner: den Kongress, dem die Partei eine gegen das Volk gerichtete und antidemokratische Politik („anti-people and anti-democratic policies“) vorwarf. Zum zweiten wandte sich die CPI gegen die Sozialisten, die die Massenbewegungen des Volkes sabotiert hätten, und zum dritten gegen die konservativen bzw. Interessenparteien, wie die Swatantra-Partei, die Bharatiya Jana Sangh und die Muslimliga, die als Parteien der extremen Rechten, der dunklen Reaktion und des Obskurantismus charakterisiert wurden. Scharf kritisierte die CPI die Wirtschaftspolitik der Kongressregierung, die mit den „britischen und amerikanischen Monopolisten […] die schlimmsten internationalen Ausbeuter“ ins Land eingeladen habe. Als Vorbilder wurden Kuba, Ägypten und Indonesien genannt, die „viele der Industrien ihrer ehemaligen Ausbeuter“ nationalisiert hätten. Die „atemberaubenden Errungenschaften“ der Sowjetunion seien dagegen ein Vorbild. In Bezug auf den indisch-chinesischen Grenzstreit sprach sich die CPI für die McMahon-Linie als Grenze und eine friedliche Regelung der Differenzen aus.

Die Praja Socialist Party präsentierte sich als Partei eines demokratischen Sozialismus. Der Kongress-Regierung warf sie Führungsschwäche vor, die zu einer anwachsenden Frustration bei der Wählerschaft geführt habe und die die nationale Integration behindere. Die Sozialisten wurden durch die anhaltende Spaltung ihrer Bewegung geschwächt. 1955 hatte sich der radikalere Linksflügel unter Ram Manohar Lohia unter dem alten Parteinamen ‚Sozialistische Partei‘ (SPI) selbständig gemacht und alle folgenden Versuche, die Partei wieder zusammenzubringen waren gescheitert. Infolgedessen traten bei der Wahl zwei sozialistische Parteien, PSP und SPI, in Konkurrenz zueinander an.
Im rechten politischen Spektrum präsentierte sich die hindunationalistische Bharatiya Jana Sangh (Jan Sangh) als Hüterin national-indischer Traditionen und altindischer Kultur. Sie lehnte sozialistische und staatswirtschaftliche Vorstellungen ab und forderte ein Ende der Kongress-„Misswirtschaft“. Außenpolitisch kritisierte sie vor allem die vermeintliche Appeasement-Politik gegenüber Pakistan und die Nachgiebigkeit gegenüber dem „kommunistischen Imperialismus“.

Die liberal-konservative Swatantra-Partei war zwar erst 1959 gegründet worden, jedoch fanden sich in ihren Reihen eine Serie von bedeutenden Führungspersönlichkeiten. Zu ihnen zählte der ehemalige tamilische Chief Minister und Kongress-Politiker C. Rajagopalachari, der die These vertrat, dass Indien eine große konservative Oppositionspartei benötige, die ein Gegengewicht zum sozialistischen Kongress bilden müsse. Dem Kongress warf Rajagopalachari vor, seine politische Macht zu missbrauchen, um Positionen, Lizenzen und Genehmigungen an Sympathisanten und Parteigänger zu vergeben, um so die Kongress-Herrschaft zu perpetuieren. Die Hauptkritikpunkte der Swatantra-Partei an der Kongresspartei betrafen das Feld der Wirtschaftspolitik. Der Staatsinterventionismus und die Planwirtschaft müssten aufhören. Die Planungskommission als eine „nicht-verantwortliche Über-Regierung“ solle abgeschafft werden. Im planwirtschaftlichen Denken der Kongressregierung meinte Swatantra ein „Driften hin zum Totalitarismus“ zu erkennen.
Von den zahlreichen Regionalparteien war die von C. N. Annadurai geführte Dravida Munnetra Kazhagam (DMK) im Bundesstaat Madras die bedeutendste. Die DMK trat für einen separaten Dravidenstaat ‚Dravida Nadu‘ ein. Hauptkritikpunkte dieser dravidischen Bewegung waren die vermeintliche wirtschaftliche Vernachlässigung Südindiens durch die indische Zentralregierung in Delhi und die als kultureller Imperialismus wahrgenommenen Versuche, Hindi als Staatssprache auch in Südindien zu installieren.
Ungeachtet der inhaltlichen und ideologischen Differenzen kam es im Wahlkampf zu einigen ungleichen strategischen Allianzen. Im Wahlkreis North Bombay unterstützten die Kommunisten in einem überregional beachteten Wahlkampf den Kongress-Kandidaten und Verteidigungsminister Krishna Menon gegen Acharya Kripalani. Swatantra ging gemeinsam mit der CPI in einigen Wahlkreisen gegen die Kongress-Kandidaten vor. Trotz ihrer unterschiedlichen Auffassungen in Bezug auf die separatistischen Tendenzen in Punjab und Madras schlossen Swatantra und Jan Sangh in Rajasthan eine Wahlallianz.

### Änderung des Wahlmodus und Wahlablauf
Bei der Wahl 1962 wurde der Wahlmodus in zwei wesentlichen Punkten geändert. Bei den beiden vorangegangenen Wahlen 1951/52 und 1957 war es so gewesen, dass der Wähler im Wahllokal den nur mit einer Seriennummer bedruckten Stimmzettel ausgehändigt bekam und diesen dann, ohne ihn weiter zu markieren in eine der Wahlurnen in der separaten Wahlkabine einwarf. Pro Kandidat gab es eine Wahlurne die mit dem Symbol des Kandidaten gekennzeichnet war. Dieses Wahlsystem hatte im Prinzip gut funktioniert, jedoch barg es einige intrinsische Nachteile. Zum einen musste in jedem Wahllokale meist mit etlichen Wahlurnen für die verschiedenen Kandidaten hantiert werden. Zum zweiten bot das Wahlsystem die potentielle Möglichkeit, dass Wahlurnen eines Kandidaten gezielt manipuliert werden konnten. Zum dritten bestand die Möglichkeit, dass Wähler ihren Wahlzettel in der Wahlkabine, wo sie unbeobachtet waren, nicht in eine Urne einwarfen, sondern mitnahmen und zum Beispiel an den Agenten eines der Kandidaten verkauften.
Aus diesen Gründen wurde der Wahlmodus so geändert, dass zukünftig nur noch eine Wahlurne pro Wahllokal vorhanden war und dass auf den Stimmzetteln die Namen und Symbole aller jeweiligen Kandidaten notiert waren. Dies hatte allerdings den Nachteil, dass nun für jeden Wahlkreis eigene Stimmzettel gedruckt werden mussten. Der Wähler warf den in der Wahlkabine gekennzeichneten und anschließend zusammengefalteten Stimmzettel unter den Augen des lokalen Wahlleiters in die Urne ein. Das neue Wahlverfahren wurde erstmals bei der Wahl zum Parlament von Kerala 1960 ausprobiert und erwies sich als praktikabel.
Die andere Änderung betraf die Abschaffung der bisher bestehenden Zweipersonenwahlkreise. Diese Wahlkreise waren bei den beiden vorangegangenen Wahlen vor allem in Gebieten mit hohem Anteil an Scheduled Tribes (ST) und Schedules Castes (SC) eingerichtet worden, wobei immer einer der beiden hierüber zu besetzenden Abgeordnetensitze für einen ST- bzw. SC-Kandidaten reserviert war. Diese Zweipersonenwahlkreise waren bei den Kandidaten unbeliebt, weil sie doppelt so groß wie Einzelpersonenwahlkreise waren und entsprechend höheren Wahlkampf- und Ressourcenaufwand mit sich brachten. In den Zweipersonenwahlkreisen hatten die Wähler zwei Stimmzettel, die sie in zwei verschiedene Wahlurnen einwerfen mussten. Viele Wähler hielten sich jedoch nicht daran oder verstanden das Wahlverfahren nicht, so dass in diesen Wahlkreisen sämtliche Stimmzettel anhand der Seriennummern anschließend abgeglichen werden mussten, ob nicht zwei Stimmzettel mit derselben Seriennummer und Suffix A und B in derselben Wahlurne gelandet waren. Im Jahr 1961 wurden schließlich die Zweipersonenwahlkreise ganz abgeschafft und durch Einpersonenwahlkreise ersetzt. Anschließend wurde eine entsprechende Zahl von Einpersonenwahlkreisen für ST und SC reserviert, wie von der Verfassung vorgeschrieben.

### Wahlkreise

Verteilung der Wahlkreise (1 Quadrat = 1 Abgeordneter) auf die Bundesstaaten und Unionsterritorien

| Bundesstaat/ Unionsterritorium | Wahlkreise | Wahlkreise | Wahlkreise | Wahlkreise gesamt |
| Bundesstaat/ Unionsterritorium | allgemein  | SC         | ST         | Wahlkreise gesamt |
| ------------------------------ | ---------- | ---------- | ---------- | ----------------- |
| Andhra Pradesh                 | 34         | 6          | 3          | 43                |
| Assam                          | 9          | 1          | 2          | 12                |
| Bihar                          | 40         | 9          | 4          | 53                |
| Delhi                          | 4          | 1          | 0          | 5                 |
| Gujarat                        | 18         | 2          | 2          | 22                |
| Kerala                         | 16         | 2          | 0          | 18                |
| Madhya Pradesh                 | 24         | 5          | 7          | 36                |
| Madras                         | 34         | 7          | 0          | 41                |
| Maharashtra                    | 36         | 6          | 2          | 44                |
| Mysore                         | 23         | 3          | 0          | 26                |
| Orissa                         | 12         | 4          | 4          | 20                |
| Punjab                         | 17         | 5          | 0          | 22                |
| Rajasthan                      | 17         | 3          | 2          | 22                |
| Uttar Pradesh                  | 68         | 18         | 0          | 86                |
| Westbengalen                   | 28         | 6          | 2          | 36                |
| Himachal Pradesh               | 3          | 1          | 0          | 4                 |
| Manipur                        | 1          | 0          | 1          | 2                 |
| Tripura                        | 1          | 0          | 1          | 2                 |
| Gesamt                         | 385        | 79         | 30         | 494               |

1. 1 2  Hier sind die im Statistical Report der Indischen Wahlkommission angegebenen Zahlen wiedergegeben. Der Report on the third general elections in India 1962 gibt für die Zahl der SC und ST etwas andere Zahlen an. Die Differenzen betreffen die Bundesstaaten Andhra Pradesh, Bihar und Gujarat.

### Durch den Präsidenten ernannte Abgeordnete
Am 11. August 1961 wurde Dadra und Nagar Haveli zu einem Unionsterritorium und nach der Besetzung der portugiesischen Kolonialbesitzungen wurden diese am 20. Dezember 1961 ebenfalls zu einem Unionsterritorium ‚Goa, Daman und Diu‘ umgewandelt. Beide Unionsterritorien nahmen an der jetzigen Wahl nicht teil, sondern wurden durch jeweils einen vom Präsidenten ernannten Abgeordneten im Parlament vertreten. Weitere sechs Abgeordnete wurden auf Vorschlag der Parlaments von Jammu und Kashmir als Vertreter für diesen Bundesstaat nominiert. Hinzu kamen je ein Abgeordneter für die Unionsterritorien der Andamanen und Nikobaren, den Inselarchipel der Amindiven, Lakkadiven und Minicoy, die North-East Frontier Agency und das 1957 neu gebildete Territorium Naga Hills—Tuensang Area. Letzteres wurde wenige Monate nach der Wahl unter dem Namen ‚Nagaland‘ ein neuer Bundesstaat. Außerdem wurden zwei Abgeordnete als Vertreter der anglo-indischen Minderheit ernannt. Insgesamt wurden also 14 Abgeordnete durch den Präsidenten ernannt, 6 davon allerdings nach direkter Nominierung.

### Wähler und Wahlbeteiligung

Wahlbeteiligung nach Bundesstaaten und Unionsterritorien

Die Wahlbeteiligung lag im Mittel bei 55,4 %, variierte aber stark zwischen den einzelnen Bundesstaaten. Mit 23,6 % war sie am niedrigsten in Orissa und am höchsten mit 70,6 % in Kerala.
| Bundesstaat oder Unionsterritorium | Wahl- berechtigte | Wähler      | Wahl- beteiligung | Ungültige Stimmen |
| ---------------------------------- | ----------------- | ----------- | ----------------- | ----------------- |
| Andhra Pradesh                     | 19.007.856        | 12.302.352  | 64,72 %           | 3,21 %            |
| Assam                              | 4.942.816         | 2.607.519   | 52,75 %           | 4,30 %            |
| Bihar                              | 22.115.041        | 10.386.746  | 46,97 %           | 4,24 %            |
| Delhi                              | 1.345.360         | 924.885     | 68,75 %           | 3,32 %            |
| Gujarat                            | 9.524.979         | 5.526.904   | 58,03 %           | 4,33 %            |
| Himachal Pradesh                   | 711.596           | 252.965     | 35,55 %           | 3,98 %            |
| Kerala                             | 8.003.142         | 5.645.940   | 70,55 %           | 2,07 %            |
| Madhya Pradesh                     | 15.874.238        | 7.109.378   | 44,79 %           | 5,69 %            |
| Madras                             | 18.675.436        | 12.843.914  | 68,77 %           | 3,26 %            |
| Maharashtra                        | 19.396.233        | 11.721.955  | 60,43 %           | 4,89 %            |
| Manipur                            | 405.210           | 264.770     | 65,34 %           | 0,05 %            |
| Mysore                             | 11.353.892        | 6.733.403   | 59,30 %           | 4,67 %            |
| Orissa                             | 8.785.519         | 2.070.142   | 23,56 %           | 4,89 %            |
| Punjab                             | 10.745.652        | 7.028.778   | 65,41 %           | 3,46 %            |
| Rajasthan                          | 10.327.596        | 5.415.561   | 52,44 %           | 4,11 %            |
| Tripura                            | 480.609           | 326.605     | 67,96 %           | 2,30 %            |
| Uttar Pradesh                      | 36.660.759        | 18.703.934  | 51,02 %           | 4,24 %            |
| Westbengalen                       | 18.005.635        | 10.038.533  | 55,75 %           | 3,04 %            |
| Gesamt                             | 216.361.569       | 119.904.284 | 55,42 %           | 3,94 %            |

Die Stimmenauszählung in den Lok Sabha-Wahlkreisen begann unmittelbar nach der Wahl. Die vier letzten Wahlkreisergebnisse wurden am 7., 11., 14. und 18. März 1962 bekanntgegeben. Dabei handelte es sich um zwei Wahlkreise in Uttar Pradesh, für die eine Neuauszählung angeordnet worden war und die beiden Wahlkreise von Manipur, wo es logistische Probleme gegeben hatte.

## Ergebnisse

Gewonnene Mandate:

Zusammensetzung der neu gewählten Lok Sabha (Farbgebung wie oben). Die ideologische Ausrichtung der unabhängigen Abgeordneten ist nicht sicher auszumachen. Sie sind daher in der Mitte des politischen Spektrums einsortiert. 11 Abgeordnete wurden nicht gewählt, sondern durch den Staatspräsidenten ernannt.
1. Kommunistisch-sozialistische Parteien: 51
2. Kongresspartei: 361
3. Regional- und Interessenparteien, Unabhängige: 65
4. Hindu-Nationalisten: 17
5. Vom Präsidenten ernannt: 14

### Gesamtergebnis
Die Wahl endete mit einem deutlichen Wahlsieg der Kongresspartei. Mit 44,72 % der Stimmen gewann sie 73,1 % der Parlamentsmandate. Dies war zwar geringfügig weniger als bei der letzten Wahl (47,78 % und 75,8 %), jedoch weiterhin eine sehr breite Mehrheit. Die anderen Parteien hatten es erneut nicht geschafft, dem Kongress eine wirkungsvolle Opposition entgegenzustellen. Am Bemerkenswertesten war das Abschneiden der Swatantra-Partei, die erst vor drei Jahren gegründet worden war, jedoch 7,9 % der Stimmen und 3,6 % der Parlamentssitze erhielt und damit zur stärksten Partei im konservativen Lager und zur zweitstärksten Oppositionspartei aufstieg. Bis auf einen kamen alle Swatantra-Abgeordneten aus den fünf nördlichen Bundesstaaten Bihar, Uttar Pradesh, Rajasthan, Gujarat und Punjab. Insgesamt stärkste Oppositionspartei wurden die Kommunisten, die auf 9,94 % Stimmenanteil und 5,9 % der Mandate kamen und damit erneut etwas zugewannen. Die CPI hatte ihre Hochburgen in Westbengalen, Kerala und Andhra Pradesh. 22 ihrer 29 Abgeordneten stammten aus diesen drei Bundesstaaten. Die Praja-Sozialisten fielen deutlich zurück und kamen nach Stimmen- und Mandatsanteil nur noch auf den vierten bzw. fünften Platz. Die hindunationalistische Jan Sangh konnte ihren Stimmenanteil gering auf 6,44 % steigern, gewann aber deutlich an Mandaten und verdreifachte ihre Parlamentssitze auf 14 (2,8 %). Von den Regionalparteien waren vor allem zwei nationalistisch-separatistische Parteien von Relevanz. Die tamilische Dravida Munnetra Kazhagam gewann 7 der 41 Wahlkreise in Madras und die nationalistische Sikh-Partei Akali Dal war in drei von 22 Wahlkreisen von Punjab erfolgreich.
| Partei                             | Kürzel | Stimmen     | Stimmen  | Stimmen | Sitze | Sitze | Sitze   |
| Partei                             | Kürzel | Zahl        | %        | +/-     | Zahl  | +/-   | %       |
| ---------------------------------- | ------ | ----------- | -------- | ------- | ----- | ----- | ------- |
| Indischer Nationalkongress         | INC    | 51.509.084  | 44,72 %  | ▼3,06 % | 361   | ▼10   | 73,1 %  |
| Communist Party of India           | CPI    | 11.450.037  | 9,94 %   | ▲1,02 % | 29    | ▲2    | 5,9 %   |
| Swatantra-Partei                   | SWA    | 9.085.252   | 7,89 %   | (neu)   | 18    | (neu) | 3,6 %   |
| Praja Socialist Party              | PSP    | 7.848.345   | 6,81 %   | ▼3,60 % | 12    | ▼7    | 2,4 %   |
| Bharatiya Jana Sangh               | BJS    | 7.415.170   | 6,44 %   | ▲0,47 % | 14    | ▲10   | 2,8 %   |
| Republikanische Partei             | RPI    | 3.255.985   | 2,83 %   | (neu)   | 3     | (neu) | 0,6 %   |
| Sozialistische Partei              | SPI    | 3.099.397   | 2,69 %   | (neu)   | 6     | (neu) | 1,2 %   |
| Dravida Munnetra Kazhagam          | DMK    | 2.315.610   | 2,01 %   | (neu)   | 7     | (neu) | 1,4 %   |
| Akali Dal                          | SAD    | 829.129     | 0,72 %   | (neu)   | 3     | (neu) | 0,6 %   |
| Forward Bloc                       | FB     | 826.588     | 0,72 %   | ▲0,17 % | 2     | ▬     | 0,4 %   |
| Hindu Mahasabha                    | HMS    | 747.861     | 0,65 %   | ▼0,21 % | 1     | ▬     | 0,2 %   |
| Peasants and Workers Party         | PWP    | 703.582     | 0,61 %   | ▼0,16 % | 0     | ▼4    | 0,0 %   |
| Ram Rajya Parishad                 | RRP    | 688.990     | 0,60 %   | ▲0,22 % | 2     | ▲2    | 0,4 %   |
| Jharkhand Party                    | JKP    | 467.338     | 0,41 %   | ▼0,21 % | 3     | ▼3    | 0,6 %   |
| Revolutionary Socialist Party      | RSP    | 451.717     | 0,39 %   | ▲0,13 % | 2     | ▲2    | 0,4 %   |
| Muslimliga der Indischen Union     | MUL    | 417.761     | 0,36 %   | (neu)   | 2     | (neu) | 0,4 %   |
| Ganatantra Parishad                | GP     | 342.970     | 0,30 %   | ▼0,77 % | 4     | ▼3    | 0,8 %   |
| Lok Sewak Sangh                    | LSS    | 281.755     | 0,24 %   | (neu)   | 2     | (neu) | 0,4 %   |
| Nutan Maha Gujarat Janta Parishad  | NJP    | 195.812     | 0,17 %   | (neu)   | 1     | (neu) | 0,2 %   |
| Haryana Lok Samiti                 | HLS    | 118.667     | 0,10 %   | (neu)   | 1     | (neu) | 0,2 %   |
| All Party Hill Leaders’ Conference | APHLC  | 91.850      | 0,08 %   | (neu)   | 1     | (neu) | 0,2 %   |
| Andere                             | –      | 303.502     | 0,26 %   | ▼2,82 % | 0     | ▼9    | 0,0 %   |
| Unabhängige Kandidaten             | Unabh. | 12.722.488  | 11,05 %  | ▼8.27 % | 20    | ▼22   | 4,0 %   |
| Gesamt                             | Gesamt | 115.168.890 | 100,00 % | –       | 494   | ▲2    | 100,0 % |

### Ergebnisse nach Bundesstaaten und Unionsterritorien
Die folgende Tabelle zeigt die gewählten Abgeordneten nach Parteizugehörigkeit und Bundesstaaten bzw. Unionsterritorien.
| Bundesstaat/ Unionsterritorium | Sitze | Hindu- nationalisten | Kongress- partei | Kommunist./ linkssoz. Parteien | Andere               |
| ------------------------------ | ----- | -------------------- | ---------------- | ------------------------------ | -------------------- |
| Andhra Pradesh                 | 43    |                      | INC 34           | CPI 7                          | SWA 1 Unabh. 1       |
| Assam                          | 12    |                      | INC 9            | PSP 2                          | Unabh. 1 APHLC 1     |
| Bihar                          | 53    |                      | INC 39           | PSP 2 SPI 1 CPI 1              | SWA 7 JKP 3 Unabh. 1 |
| Gujarat                        | 22    |                      | INC 16           | PSP 1                          | SWA 4 NJP 1          |
| Delhi                          | 5     |                      | INC 5            |                                |                      |
| Himachal Pradesh               | 4     |                      | INC 4            |                                |                      |
| Kerala                         | 18    |                      | INC 6            | CPI 6 RSP 1                    | MUL 2 Unabh. 3       |
| Madhya Pradesh                 | 36    | BJS 3 RRP 1          | INC 24           | PSP 3 SPI 1                    | Unabh. 4             |
| Madras                         | 41    |                      | INC 31           | CPI 2 AIFB 1                   | DMK 7                |
| Maharashtra                    | 44    |                      | INC 41           | PSP 2                          | Unabh. 1             |
| Mysore                         | 26    |                      | INC 25           |                                | LSS 1                |
| Manipur                        | 2     |                      | INC 1            | SPI 1                          |                      |
| Orissa                         | 20    |                      | INC 14           | PSP 1 SPI 1                    | GP 4                 |
| Punjab                         | 22    | BJS 3                | INC 14           | SPI 1                          | SAD 3 HLS 1          |
| Rajasthan                      | 22    | BJS 1 RRP 1          | INC 14           |                                | SWA 3 Unabh. 3       |
| Tripura                        | 2     |                      |                  | CPI 2                          |                      |
| Uttar Pradesh                  | 86    | BJS 7 AHBM 1         | INC 62           | PSP 2 CPI 2 SPI 1              | SWA 3 RPI 3 Unabh. 5 |
| Westbengalen                   | 36    |                      | INC 22           | CPI 9 RSP 1 AIFB 1             | LSS 1 Unabh. 2       |

## Nach der Wahl
Durch das Wahlergebnis konnten sich Nehru und seine Mitstreiter in ihrer Politik bestätigt fühlen. Die Kongresspartei hatte zum dritten Mal in Folge seit der Unabhängigkeit die Wahlen mit hohen Parlamentsmehrheiten gewonnen. Am 18. April 1957 stellte Nehru sein neues Kabinett vor.